# Radio Mystery Theater
Radio Mystery Theater ist eine US-amerikanische Hörspielserie, die von der CBS von 1974 bis 1982 produziert wurde. Die Serie war ein Versuch, an das „Golden Age of Radio“ anzuknüpfen, wie in den USA die Jahrzehnte von Anfang der 1920er- bis 1950er-Jahre genannt werden. Sie umfasst 1.399 Folgen.
Wie bei den klassischen Vorbildern The Mysterious Traveler und The Whistler führt ein Conférencier (host) in die Sendung ein. Beim Radio Mystery Theater übernahm E. G. Marshall diese Rolle.